# 캐천백 대 모건 사건
캐천백 대 모건 사건(Katzenbach v. Morgan, 384 U.S. 641 (1966))은 미국 의회의 권한에 대한 대법원 판결로 헌법 14차 개정조항에 명시된 적법절차(due process of law)와 평등권(equal protection)에 대한 판결이다.

## 주요 내용
연방의회는 주정부가 주민에게 선거권을 위한 자격 요건으로 문맹 여부를 가리는 시험을 치르도록 하는 제도를 폐지할 수 있는 권한을 가지고 있다. 이유는 문맹 시험 자체는 위헌이 아니나 흑인이 백인에 비해 문맹률이 높아 흑인들이 더 많이 선거권을 상실할 수 있기 때문이다.